# الاتحاد العربي الديمقراطي
الاتحاد الديموقراطي العربي تأسس عام 1992 انشقاقًا عن الاتحاد الاشتراكي العربي حول مرشحي مجلس الشعب، برئاسة يوسف جعيداني وغسان أحمد عثمان، الأمين العام الحالي. انضم الحزب للجبهة الوطنية التقدمية عام 2004، وهو ما سمح له بالحصول على مقاعد في مجلس الشعب. ويرفع في شعاراته الوحدة والحرية والاشتراكية والديموقراطية.وله جريدة نصف شهرية تصدر في دمشق باسم «العربي الديموقراطي».